# Iwona Schymalla
Iwona Sabina Schymalla (ur. 27 października 1961 w Warszawie) – polska dziennikarka oraz prezenterka telewizyjna i radiowa, konferansjerka, od 20 lipca 2009 do 7 października 2009 i ponownie od 12 października 2010 do 18 listopada 2011 dyrektor Programu I Telewizji Polskiej, którego była dziennikarką w latach 1990–2011.
Odznaczona Złotym Krzyżem Zasługi. Dwukrotna laureatka nagrody Wiktora (1997 i 1999), laureatka plebiscytu Mistrz Mowy Polskiej (2009).

## Życiorys

### Wykształcenie
Uczyła się w klasie o profilu biologiczno-chemicznym XIII Liceum Ogólnokształcącego im. płk. Leopolda Lisa-Kuli w Warszawie, a po zdaniu matury w 1980 podjęła studia z resocjalizacji i socjologii w Instytucie Profilaktyki Społecznej i Resocjalizacji Uniwersytetu Warszawskiego. Ukończyła także studia podyplomowe na kierunku „produkcja telewizyjna i filmowa” w PWSFTviT w Łodzi.

### Kariera zawodowa
Po ukończeniu studiów pracowała jako asystent-wykładowca w Wyższej Szkole Pedagogiki Specjalnej im. Marii Grzegorzewskiej w Warszawie.
Na początku lat 90. rozpoczęła pracę w Telewizji Polskiej, wygrywając konkurs na spikera stacji. Początkowo pracowała w Telewizji Edukacyjnej, dla której reportaże o problematyce społecznej, następnie – wraz z reorganizacją struktury telewizji publicznej – została przeniesiona do działu oprawy TVP1, a w 1993 została jedną z prowadzących magazyn poranny Kawa czy herbata?, który przez kolejne lata współprowadziła z Pawłem Pochwałą. W 1994 została etatowym pracownikiem Telewizji Polskiej. 3 maja 1996 została prezenterką dnia w TVP1, ponadto w latach 1996–1997 zrealizowała dla stacji autorski program Profesjonaliści. Na antenie TVP1 prowadziła także Studia Papieskie, relacje telewizyjne wizyt papieskich w 1997, 1999, 2002 i 2006. Za działalność telewizyjną otrzymała w 1998 Wiktora Publiczności za 1997 oraz w 2000 Wiktora dla najlepszej spikerki za 1999.
W grudniu 2000 prezydent Aleksander Kwaśniewski odznaczył ją Złotym Krzyżem Zasługi za „wybitne zasługi dla rozwoju telewizji polskiej”.

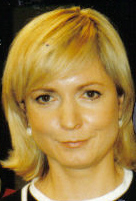
Iwona Schymalla (2007)

W 1998 i 1999 prowadziła ceremonie wręczenia Wiktorów. Od 2000 kilkukrotnie prowadziła gale wręczenia Nagrody im. Andrzeja Drawicza, poza tym prowadziła dziewięć kolejnych gal przyznania Nagród Grand Press. W 2004 zaczęła współprowadzić program religijno-publicystyczny TVP1 Między Ziemią a Niebem. W 2007 współprowadziła z Robertem Tekielim program ewangelizacyjny TVP3 Jarmark cudów. W 2008 otrzymała Nagrodę im. Świętego Kamila za „osobiste i twórcze zaangażowanie w budowanie pozytywnego wizerunku ruchu hospicyjnego w Polsce oraz profesjonalizm i dziennikarską rzetelność w upowszechnianiu wiedzy o hospicjach i opiece paliatywnej”. W 2009 prowadziła na antenie TVP1 autorskie programy o tematyce medycznej – Ciało to niemało i Ostry dyżur Jedynki.
20 lipca 2009 została mianowana dyrektorem TVP1, z tego powodu w sierpniu przestała prowadzić programy Kawa czy herbata? i Między ziemią a niebem. 9 października 2009 została odwołana z funkcji dyrektora TVP1, po czym wróciła do prowadzenia części programów stacji, pracowała także w redakcji oprawy i promocji TVP1. 12 października 2010 ponownie objęła stanowisko dyrektora TVP1, przy czym wciąż prowadziła program Między ziemią a niebem, a od stycznia do lutego 2011 dodatkowo współprowadziła z Pawłem Pochwałą magazyn Kawa czy herbata? Moja niedziela. 19 lipca 2011 złożyła dymisję ze stanowiska dyrektora TVP1, co motywowała „wewnętrznym funkcjonowaniem spółki”. Dzień później wycofała swoją rezygnację. 18 listopada 2011 została odwołana ze stanowiska dyrektora TVP1, co tłumaczono faktem, że „zarząd miał większe oczekiwania w stosunku do anteny”. Cztery dni później poinformowała o wymówieniu umowy z TVP, jako powód złożenia wskazując działania prowadzone wśród „nieformalnych struktur władzy”. Wcześniej odrzuciła ofertę zmiany formy zatrudnienia z umowy o pracę na terminowy, roczny kontrakt.
Do 2009 prowadziła wieczorną audycję publicystyczną W dobrym tonie w Vox FM. W 2009 otrzymała tytuł Mistrza Mowy Polskiej. Od stycznia 2012 prowadziła niedzielną Debatę medyczną w Radiowej Jedynce. Od maja 2013 jest redaktor naczelną serwisu internetowego Medexpress.pl, na którego łamach przeprowadza także wywiady z ekspertami medycznymi w programie Gość Medexpressu.
W 2014 nakładem Wydawnictwa Filia ukazała się książka pt. Zawód spikerka, będący zapisem wywiadu rzeki ze Schymallą, który przeprowadziła Małgorzata Talarek.
W 2015 ubiegała się o stanowisko prezesa zarządu rady nadzorczej Telewizji Polskiej.

### Życie prywatne
Ma siostrę Beatę. Jej mężem jest archeolog, historyk i dyplomata Andrzej Schymalla (ur. 1961), z którym ma córkę Aleksandrę (ur. 1990).
Współprowadzi rodzinną Fundację Sarmacką Rodziny Schymallów „Serce i Rozum”. Objęła stanowisko prezesa Fundacji „Żyjmy Zdrowo”.
Pojawiła się gościnnie w filmie Tydzień z życia mężczyzny (1999) oraz pojedynczych odcinkach seriali Bulionerzy (2004) i Ranczo (2009).

## Nagrody i odznaczenia
- 1998: Wiktor Publiczności[11]
- 2000: Wiktor dla najlepszej spikerki[11]
- 2000: Złoty Krzyż Zasługi[12]
- 2008: Nagroda im. Świętego Kamila[16]
- 2009: tytuł Mistrza Mowy Polskiej[37]